# Nebrioporus banajai
Nebrioporus banajai är en skalbaggsart som först beskrevs av Michel Brancucci 1980.  Nebrioporus banajai ingår i släktet Nebrioporus och familjen dykare. Inga underarter finns listade i Catalogue of Life.